# Stanisław Bem
Stanisław Marian Bem, ps. „Gryf” (ur. 10 października 1919 w Warszawie, zm. 23 grudnia 1945 w Pruszkowie) – polski harcerz i żołnierz podziemia niepodległościowego, sierżant podchorąży AK.

## Życiorys
Urodził się w rodzinie Stefana (1868–1942) i Stanisławy z domu Smolik (1888–1962).
W czasie okupacji niemieckiej członek Krakowskiej Drużyny Harcerzy „Zielona Trójka” oraz współpracownik Komendy Związku Harcerstwa Polskiego w Krakowie.
Po wojnie wielokrotnie aresztowany i przesłuchiwany przez Ministerstwo Bezpieczeństwa Publicznego, w kontekście działalności konspiracyjnej. Został zastrzelony przez sowieckiego oficera NKWD na dworcu PKP w Pruszkowie podczas powrotu z wizyty służbowej do Krakowa. Pochowany 31 grudnia 1945 na cmentarzu Rakowickim w Krakowie (kwatera XVB-10-20).
Odznaczony Krzyżem Zasługi z Mieczami.

## Upamiętnienie
W 60-rocznicę jego śmierci, przy wejściu na dworzec Kolejowy w Pruszkowie odsłonięto tablicę pamiątkową ufundowaną przez Stowarzyszenie Polskich Kombatantów w Kraju Oddział w Pruszkowie i Związek Młodocianych Więźniów Politycznych Jaworzniacy.